# Cibadak (Pabuaran)
Cibadak is een bestuurslaag in het regentschap Sukabumi van de provincie West-Java, Indonesië. Cibadak telt 7284 inwoners (volkstelling 2010).